# Nikki SooHoo
Nicole SooHoo, detta Nikki (Los Angeles, 20 agosto 1988), è un'attrice statunitense.

## Carriera
Soohoo ha frequentato la High School of the Arts Orange County e l'Università della California a Los Angeles. È nota per aver interpretato la ginnasta Wei Wei nella commedia adolescenziale Stick it - Sfida e conquista (2006) e per aver interpretato Fiona Lanky nel programma Disney Phil dal futuro (2004). Ha interpretato un ruolo di supporto nel film Amabili resti del 2009 e Christina, una delle sette cheerleader principali nel film Ragazze nel pallone - Lotta finale (2009). Soohoo ha continuato ad interpretare Sue Ling nella serie TV The War at Home.

## Filmografia

### Attrice

#### Cinema
- Fields of Mudan, regia di Stevo Chang - cortometraggio (2004)
- Stick It - Sfida e conquista (Stick It), regia di Jessica Bendinger (2006)
- Amabili resti (The Lovely Bones), regia di Peter Jackson (2009)
- Ragazze nel pallone - Lotta finale (Bring It On: Fight to the Finish), regia di Bille Woodruff (2009)
- Halloween Night, regia di Terence M. O'Keefe - cortometraggio (2011)
- Music High, regia di Mark Maine (2012)
- Crush, regia di Malik Bader (2013)
- Reversal - La fuga è solo l'inizio (Bound to Vengeance), regia di José Manuel Cravioto (2015)
- Room 731, regia di Young Min Kim - cortometraggio (2015)
- La Migra, regia di Mark Maine (2015)
- Fearless, regia di Mark Maine (2016)
- A Band of Thieves: A McGuffin Tale, regia di Jela Okpara - cortometraggio (2016)
- Stan Lee's Vault, regia di Shane A. Walsh - cortometraggio (2016)
- Chalk It Up, regia di Hisonni Mustafa (2016)
- The Butcher, regia di Sean Mears - cortometraggio (2017)
- Ink & Rain, regia di Dallas King (2016)
- The Browsing Effect, regia di Michael K. Feinstein (2016)
- Avatar: Agni Kai, regia di Joshua Mabie - cortometraggio (2020)
- Final Frequency, regia di Tim Lowry (2016)

#### Televisione
- Testing Bob, regia di Rodman Flender - film TV (2005)
- Phil dal futuro (Phil of the Future) - serie TV, episodio 2x02 (2005)
- East of Normal, West of Weird, regia di Peter Lauer - film TV (2005)
- Drake & Josh - serie TV, episodio 3x14 (2006)
- The War at Home - serie TV, episodio 1x14 (2006)
- Zack e Cody al Grand Hotel (The Suite Life of Zack and Cody) - serie TV, episodio 2x37 (2007)
- Private Practice - serie TV, episodio 3x03 (2007)
- A Marriage, regia di Marshall Herskovitz - film TV (2009)
- No Ordinary Family - serie TV, episodio 1x04 (2010)
- All the Wrong Places, regia di Adam C. Sherer - film TV (2012)
- Jon Davis gets a Sex Robot - miniserie TV, episodio 1x01 (2013)
- Pretty Little Liars - serie TV, episodio 4x18 (2014)
- Casual - serie TV, episodio 1x05-1-08x3x11 (2015-2017)
- Saltwater, regia di A.B. Stone - film TV (2016)
- Miss 2059 - serie TV, 10 episodi (2016)
- Escape the Night - serie TV, episodio 2x03 (2017)
- Wet Hot American Summer: Ten Years Later - miniserie TV, episodio 1x02 (2017)
- Threads - serie TV, episodio 1x08 (2017)
- Speechless - serie TV, episodio 2x01 (2017)
- Heathers - serie TV, 6 episodi (2018)
- The Resident - serie TV, 4 episodi (2017)
- Eddie's, regia di Michael Lange - film TV (2019)
- Class Act - serie TV, 6 episodi (2019)
- The Naughty List, regia di Jake Helgren - film TV (2019)
- B Positive - serie TV, episodio 1x10 (2021)
- Grey's Anatomy - serie TV, episodio 17x12 (2021)

### Doppiatrice
- Star Wars Resistance - serie TV, 5 episodi (2018-2019)
- Shimmer and Shine - serie TV, 19 episodi (2016-2020)
- Christmas Under the Sea, regia di Barry Markle - cortometraggio (2017)
- Hodge and the Lost Easter Egg, regia di Chip Bryant (2017)